# Dekret 770

Diagram som visar höjningen i födelsetal 1967, vid införandet av abortförbudet, och hur det åter sjönk tillbaka till tidigare nivå när befolkningen anpassat sig till hur dekretet kunde kringgås.

Dekret 770 var en rumänsk lag, eller dekret, som gällde från oktober 1966 fram till dess avskaffande efter den rumänska revolutionen i december 1989.  Dekretet förbjöd aborter i Rumänien under alla utom mycket restriktiva omständigheter. De barn som föddes som resultat av dekretet har i Rumänien kommit att benämnas som Decreței. Dekretet har historiskt kommit att bli känt som en av de mest ökända åtgärderna som infördes av Nicolae Ceaușescu under den kommunistiska diktaturen i Rumänien. Det gav upphov till en stor mängd oönskade barn som lämnades till barnhem där de utsattes för inhuman behandling, något som uppmärksammades internationellt efter diktaturens fall.

## Bakgrund
Fri abort infördes i Rumänien år 1957. På grund av den dåliga tillgången till och informationen om preventivmedel, användes abort som ersättning för preventivmedel, vilket fick till resultat att Rumänien fick en av Europas högsta antal aborter, och att antalet aborter var betydligt högre än antalet födslar. Vid Nicolae Ceaușescus tillträde som diktator år 1965 uppfattades Rumänien lida av ett befolkningsunderskott. Åtgärden var närmast ett totalförbud för aborter genom införandet av Dekret 770. Det uttryckliga syftet var att höja befolkningsantalet.

## Dekretet
Dekret 770 tillät abort endast på följande villkor: 
1. om kvinnan var över 45 års ålder (sänkt till 40 år 1974, åter höjd 1984)
2. om kvinnan hade fött fyra barn (1984 höjd till fem)
3. om en graviditet innebar fara för kvinnans liv
4. om graviditeten var ett resultat av våldtäkt eller incest.

En särskild straffskatt lades på ogifta och barnlösa personer, som också tilldelades sämre bostäder, medan barnbidragen däremot höjdes.

## Tillämpning och resultat
Abortförbudet kombinerades med en bristfällig sexualundervisning. Preventivmedel blev aldrig uttryckligen förbjudet. Information om dem förekom däremot inte, de slutade säljas offentligt och fanns endast att tillgå på svarta marknaden för personer med pengar och kontakter.
Barnalstring spelade en stor roll i diktaturens propaganda, där ökade födelsetal framställdes som en patriotisk plikt. I propagandan framställdes moderskapet som den enda meningen med en kvinnas liv. Flickor uppmuntrades att gifta sig tidigt. Kvinnor som hade fött fyra barn eller fler tilldelades statliga utmärkelser av olika grader; högre ju fler barn som hade fötts. Eftersom diktaturen enligt kommunistisk ideologi också formellt hyllade principen om jämställdhet mellan könen, framställde propagandan statens kvinnoideal som en superkvinna, som var kapabel att yrkesarbeta mycket och effektivt, engagera sig politiskt i samhällslivet, och samtidigt föda och uppfostra minst fyra eller fem barn och gärna fler. I likhet med andra regimer i kommunistblocket var det dock enbart i det offentliga livet jämlikhet mellan könen prioriterades. Resultatet var att kvinnor utöver yrkesarbete och politiskt engagemang, på grund av rådande normer, också fick sköta hela hushållsarbetet.
Det initiala resultatet av abortförbudet var en explosiv befolkningsökning år 1967. Födelsetalen började dock sedan sjunka igen, och år 1983 var dessa åter tillbaka på samma nivå som före förbudet. Detta ledde till att regimen år 1984 skärpte abortförbudet ytterligare, och dessutom införde ett antal regler för att övervaka att förbudet efterlevdes. Denna skärpning ledde till ännu en befolkningsökning 1985, innan födelsetalen återigen sjönk ned till samma nivå som före abortförbudet. Från 1986 blev alla kvinnor i fertil ålder som arbetade vid eller studerade vid statliga institutioner underkastade regelbundna gynekologiska tvångsundersökningar, och alla graviditeter som upptäcktes på detta sätt blev sedan övervakade av den statliga polisen fram till födelsen, för att förhindra aborter. Läkare och medicinsk personal underkastades övervakning av hälsonämnder för att säkerställa att de inte medverkade vid aborter, och hårda straff infördes för den som utförde en sådan.
Ett av dekretets resultat var en av Europas högsta antal av mödradödlighet till följd av illegala aborter. Det var dock också vanligt att läkare utförde säkra aborter genom att förfalska uppgifterna om en patients hälsotillstånd, för att göra det möjligt för henne att få en legal abort med hänvisning till dekretets undantag för kvinnor vars graviditet kunde leda till deras död av medicinska orsaker. Enligt födelsetalet var antalet födslar under förbudet, med undantag av åren 1967 och 1984–1985, lika låga som under den tid abort var lagligt, med skillnaden att aborterna då utfördes illegalt och en del av dem av kvacksalvare, något som resulterade i lika låga födelsetal, men en högre mödradödlighet.
Ett annat av dekretets resultat var de oönskade barn som föddes som en följd av abortförbudet. Dessa lämnades ofta bort till statliga barnhem när deras föräldrar inte ville ha dem, vilket resulterade i att barnhemmen blev överfulla, något som i sin tur sänkte deras standard och gjorde levnadsförhållandena för barnen mycket dåliga. Många av barnen adopterades bort internationellt, men den allt sämre standarden på barnhemmen på grund av överbeläggningen och statens dåliga ekonomi skapade en svårt misär som gjorde dödligheten på barnhemmen hög.
Dekret 770 var en av diktaturens mest impopulära lagar och avskaffades bara några dagar efter revolutionen 1989.